# Мірослав Штефанка
Мірослав Штефанка (словац. Miroslav Štefanka; 23 вересня 1973, м. Нітра, ЧССР) — словацький хокеїст, центральний нападник. 
Вихованець хокейної школи ХК «Нітра». Виступав за ХК «Нітра», ХК «Трнава», МХК «Прєвідза», «Слован» (Братислава), ХК «Ліберець», ХК «Попрад», «Анян Халла», ХК «Меркуря-Чук».
У складі національної збірної Словаччини провів 2 матчі.

## Досягнення
- Чемпіон Словаччини (2000).